# Laerru
Laerru (Laèrru in sardo) è un comune italiano di 797 abitanti della città metropolitana di Sassari, della regione dell'Anglona.

## Origini del nome
Il nome, molto probabilmente, deriva dal latino alaternus, che significa alaterno, arbusto sempreverde tipico del luogo.

## Storia

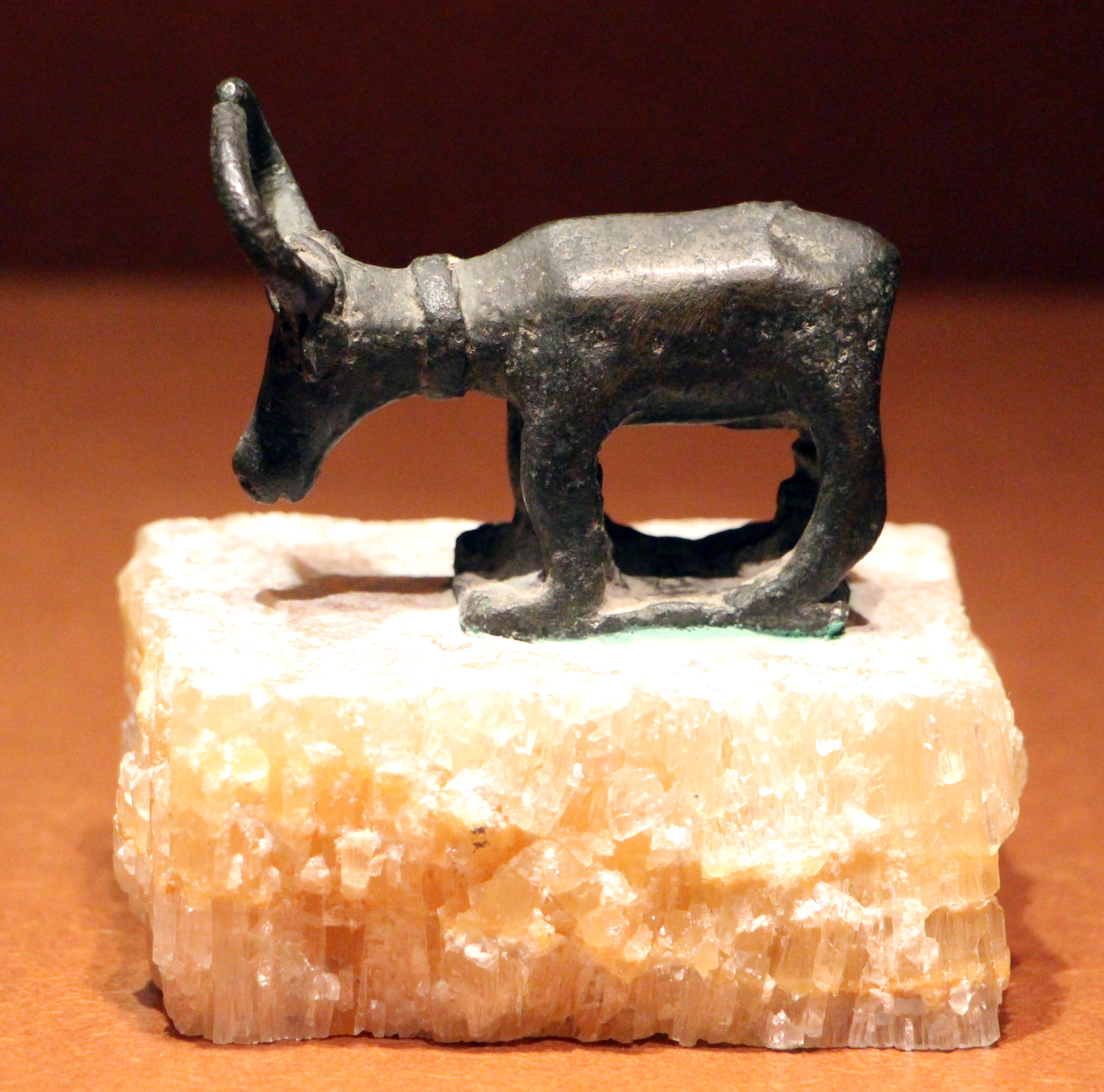
Bronzetto nuragico

È un paese di origine antichissima che si trova nel cuore della regione storica dell'Anglona. 
L'area fu abitata già nel paleolitico inferiore, in epoca prenuragica e nuragica e poi in epoca romana. Si trovano numerose testimonianze archeologiche risalenti a queste epoche, tra cui Dolmen, tombe dei giganti, domus de janas, nuraghi e tombe romane.
Nel medioevo fece parte del Giudicato di Torres, nella curatoria dell'Anglona. Alla caduta del giudicato (1259) passò ai Malaspina, ai Doria e successivamente (intorno al 1450) agli Aragonesi. Nel XVIII secolo il paese venne incorporato nel principato d'Anglona, sotto la signoria prima dei Pimentel e poi dei Tellez-Giron d'Alcantara, ai quali fu riscattato nel 1839 con la soppressione del sistema feudale.

### Simboli
Lo stemma e il gonfalone del comune di Laerru sono stati concessi con decreto del presidente della Repubblica del 2 
settembre 1998.
Nello stemma sono raffigurati la lettera L, iniziale del nome del Comune, una bilancia dorata che ricorda la storica appartenenza di Laerru al giudicato di Torres e un fascio di spighe per la grande importanza che nella vita economica locale hanno sempre avuto le attività agricole.
Il gonfalone è un drappo di giallo bordato di azzurro.

## Società

### Evoluzione demografica
Abitanti censiti

### Lingua e dialetti
La variante del sardo parlata a Laerru è quella logudorese settentrionale.

## Infrastrutture e trasporti

### Ferrovie
Nel comune è presente una stazione ferroviaria posta lungo la ferrovia Sassari-Tempio-Palau, linea utilizzata in questo tratto sino al 1997 per i servizi di trasporto pubblico e successivamente per esclusivi impieghi turistici legati al Trenino Verde.

## Amministrazione
| Periodo         | Periodo         | Primo cittadino             | Partito                                 | Carica  | Note   |
| --------------- | --------------- | --------------------------- | --------------------------------------- | ------- | ------ |
| 23 aprile 1995  | 16 aprile 2000  | Giuseppe Gavino Fraoni      | Centro                                  | Sindaco | [ 8 ]  |
| 16 aprile 2000  | 8 maggio 2005   | Giuseppe Gavino Fraoni      | lista civica                            | Sindaco | [ 9 ]  |
| 8 maggio 2005   | 30 maggio 2010  | Francesco Fraoni            | lista civica                            | Sindaco | [ 10 ] |
| 30 maggio 2010  | 31 maggio 2015  | Pietro Moro                 | lista civica "Tradizione e Innovazione" | Sindaco | [ 11 ] |
| 31 maggio 2015  | 26 ottobre 2020 | Pietro Moro                 | lista civica "Tradizione e Innovazione" | Sindaco | [ 12 ] |
| 26 ottobre 2020 | in carica       | Massimiliano Leonardo Manca | lista civica "Amministrare insieme"     | Sindaco | [ 13 ] |